# Stigmata (film, 1999)
Pour les articles homonymes, voir Stigmata.
 (décembre 2020).
Si vous disposez d'ouvrages ou d'articles de référence ou si vous connaissez des sites web de qualité traitant du thème abordé ici, merci de compléter l'article en donnant les références utiles à sa vérifiabilité et en les liant à la section « Notes et références ».
Pour plus de détails, voir Fiche technique et Distribution.
Stigmata est un film américano-mexicain réalisé par Rupert Wainwright, sorti en 1999.

## Synopsis
Frankie Paige, une jeune femme sans histoire, qui ne croit pas en Dieu, est soudainement marquées des stigmates du Christ en croix. Le père Andrew Kiernan, homme de science et prêtre jésuite, la soutient malgré les réticences du Saint-Siège, qui connait le secret de Frankie : elle est possédée par un prêtre mort peu avant et qui voulait faire connaitre au monde sa découverte : Jésus ne souhaitait pas d'Église ! Alors que ses stigmates s'aggravent, Frankie va devoir affronter, avec Andrew, la peur et la vérité.

## Fiche technique
- Titre original et français : Stigmata
- Titre québécois : Stigmates
- Réalisation : Rupert Wainwright
- Scénario : Tom Lazarus et Rick Ramage
- Photographie : Jeffrey L. Kimball
- Musique : Elia Cmiral et Billy Corgan
- Montage : Michael J. Duthie et Michael R. Miller
- Production : Frank Mancuso Jr.
- Société de production : Metro-Goldwyn-Mayer
- Pays de production :  États-Unis
- Budget : 32 millions de $
- Box-office :
  - Monde : 89.446.268 $
  - États-Unis : 50.046.268 $ (56 %)
- Durée : 103 minutes
- Lieux de tournage :  États-Unis,  Canada,  Mexique,  Italie
- Dates de sortie :
  - États-Unis : 10 septembre 1999
  - Belgique : 12 janvier 2000
  - France : 19 janvier 2000

## Distribution
- Patricia Arquette (VF : Virginie Ledieu) : Frankie Paige
- Gabriel Byrne (VF : Gabriel Le Doze) : Père Andrew Kiernan
- Jonathan Pryce (VF : Georges Claisse) : Cardinal Daniel Houseman
- Nia Long (VF : Magali Berdy) : Donna Chadway
- Thomas Kopache : Père Durning
- Rade Sherbedgia (VF : François Siener) : Marion Petrocelli
- Enrico Colantoni : Père Dario
- Dick Latessa (VF : Michel Ruhl) : Père Gianni Delmonico
- Portia de Rossi : Jennifer Kelliho
- Patrick Muldoon : Steven
- Ann Cusack (VF : Juliette Degenne) : Dr Reston
- Duke Moosekian (VF : Alexis Victor) : Dr Eckworth

## Commentaire
Le film est basé sur l'Évangile de Thomas, évangile non canonique. La réaction de l'Église à ce film fut très négative, le film ayant été dénoncé au même titre que le Da Vinci Code[réf. nécessaire].